# El Convento (Gibraltar)
El Convento (The Convent, en inglés) ha sido la residencia oficial del gobernador de Gibraltar desde 1728. Originalmente fue un convento de frailes franciscanos, de ahí su nombre, y se terminó en 1531.
El comedor en el convento tiene la pantalla más amplia de la heráldica de la Mancomunidad de Naciones.

## Historia
Los frailes franciscanos llegaron a Gibraltar durante el reinado de Carlos I de España. También se les concedió un terreno en la zona conocida en la época como La Turba, donde vivía la gente más pobre de Gibraltar. Una iglesia y convento fueron construidos en 1531. La entrada estaba en la parte de atrás (lo que hoy es Gobernador Lane). Se extendía hasta el área que está ocupada hoy por el John Mackintosh Hall.
Después de la toma de Gibraltar por una flota anglo-holandesa en el nombre del archiduque Carlos, los frailes franciscanos no siguieron el éxodo de la población española y permanecieron en Gibraltar, por lo menos durante algunos años (su presencia se registró en 1712). Una vez libre de frailes católicos, el convento franciscano fue convertido en residencia de los gobernadores británicos en 1728 y ha permanecido así desde entonces.
El edificio fue reconstruido en gran medida durante los siglos XVIII y XIX en estilo georgiano con elementos victorianos.
- Datos: Q327543
- Multimedia: The Convent, Gibraltar / Q327543